# Vass Lajos (politikus)
Vass Lajos (Szolnok, 1955. május 7.) magyar színházi szakember, szocialista politikus.

## Életpályája
1969–1973 között a Verseghy Ferenc Gimnázium diákja volt. 1976-tól 1980-ig a Juhász Gyula Tanárképző Főiskola hallgatója. 1980 és 1986 között szolnoki járási úttörőelnök volt. 1983–1987 között az Eötvös Loránd Tudományegyetem Bölcsészettudományi Kar filozófia szakos diákja volt. 1986-1989 között a KISZ Szolnok Megyei bizottsági titkára valamint a Szolnok Megyei Tanács művelődési osztályának vezető helyettese és osztályvezetője volt. 1988-1991 között a Színház- és Filmművészeti Főiskola színházelmélet szakos hallgatója volt. 1989-ben az MSZMP Szolnok Megyei Bizottságának társadalom-politikai titkáraként dolgozott. 1990 és 1992 között a szolnoki Szigligeti Színház szervezője, 1992-től 1996-ig menedzser-igazgatója volt. 1991 óta az Ars-In-Kom Művelődési és Kommunikációs Kft. alapító ügyvezető igazgatója. 1996–2000 között a szolnoki Városi Művelődési és Zenei Központ Kht. ügyvezető igazgatója, valamint a Magyar Rádió ellenőrző testületének tagja volt. 2000-től 2002-ig a szolnoki Szigligeti Színház igazgatója volt. 2002 és 2003 között a Nemzeti Kulturális Örökség Minisztériumának közigazgatási, 2003–2006 között pedig politikai államtitkára volt. 2006-ban országgyűlési képviselőjelölt (MSZP). 2006-ban az Operaház miniszteri biztosaként, 2007 és 2010 között főigazgatójaként ténykedett.

## Díjai
- Fehér Rózsa-díj (1996)